# 모리스 버나드
모리스 버나드(Maurice Benard, 1963년 3월 1일 ~ )는 미국의 배우, 텔레비전 배우, 모델이다.

## 방송
- 제너럴 호스피털